# Филозофија
Филозофија (грч. φιλοσοφία) јесте наука која се бави општим и темељним проблемима у вези са стварношћу, постојањем, знањем, вредностима, разумом, умом и језиком. Лексикон страних речи и израза дефинише филозофију као „мудрост, научни рад на изграђивању општег погледа на свет и сам тај поглед на свет“.
Реч филозофија је настала у старогрчком језику у облику φιλοσοφία, а после је пренета у лат. philosophia и у буквалном преводу значи љубав према мудрости. Питагори се приписује да је први употребио речи филозоф и филозофија. Реч је уведена као супротност софистима — мудрацима важним у античкој Грчкој који су продавали своје знање као учитељи — док се филозофи, као људи који воле мудрост, нису бавили мудрошћу због новца.
Историјски, филозофија је обухватала све облике знања. Од времена античког грчког филозофа Аристотела до 19. века, „природна филозофија“ је обухватала астрономију, медицину и физику. На пример, Њутнова књига из 1687. године се звала Математички принципи природне филозофије, а касније је класификована као књига физике. У 19. веку је развој модерних истраживачких универзитета довео до професионализације и специјализације академске филозофије и других дисциплина. У модерно доба, нека истраживања која су традиционално била део филозофије су постала засебне академске дисциплине, укључујући психологију, социологију, лингвистику и економију.

## Области филозофије
Филозофија изучава више поља као што су епистемологија, логика, метафизика, етика и естетика.

### Епистемологија
Епистемологија или теорија сазнања је грана филозофије која се бави природом и обимом знања, попут односа између истине, веровања и теорије оправдања.
Скептицизам је позиција у којој се доводи у питање свака могућност која би потпуно потврдила сваку истину. Регрес аргумент је основни проблем у епистемологији. Јавља се када у потпуности желимо да докажемо изјаву П, за чији доказ нам треба други доказ. Тада добијемо ланац који може имати три облика који су сви према Минхаузеновој трилеми недовољни. Једна опција је инфинитизам, где ланац траје вечно. Друга опција је фундационализам где се ланац доказа на крају ослања на основна уверења или аксиоме, који остају недоказани. Последња опција је кохерентизам где прави ланац доказа кружи тако да доказ на крају самог себе доказује.
Рационализам је позиција према којој у процесу сазнања пресудну улогу и значај има разум. Према емпиризму , посматрање преко чулног искуства је извор знања. Рационализам тврди да сваки могући предмет знања може се препознати из кохерентних просторија без посматрања. Емпиризам такође тврди да је бар неко знање само ствар посматрања и често наводи концепт tabula rasa, где се појединци не рађају са менталним садржајем тј. да се знање гради на основу искуства или перцепције. Епистемолошки солипсизам је идеја да је постојање света изван ума је неодговориво питање.

### Логика
Логика је грана филозофије која изучава идеалне методе мишљења и испитивања; унутрашње и спољно посматрање, дедукцију и индукцију, образовање хипотеза и експеримент, анализу и синтезу.
Логика је наука o формалним условима, принципима и правилима исправног, коректног мишљења. Представља вештину и методу правилног мишљења. Она је „логија“ или метода сваке науке, сваког учења и сваке уметности . Дефинише се као наука зато што се процес правилног мишљења може, као код физике и математике, свести на законе, а вештина је зато што вежбањем човек стиче сигурност у своје мишљење.

### Метафизика
Прво одређење метафизике дато је код Аристотела, али јој он никада не даје то име већ је назива prima philosophia, односно, прва филозофија. Ова област филозофије се бави оним што је највише, самом суштином ствари. Не интересују је појединачности, својства и особености свеколиког чулног света, она истражује прве и највише принципе природе и сазнања.

### Политичка филозофија
Политичка филозофија је грана филозофије која у свом најапстрактнијем облику разматра концепте и аргументе преко којих се формира политичка мисао. Дебата о значењу речи „политичко“ је један од највећих проблема политичке филозофије. У ширем схватању, под овим појмом се подразумева политичка пракса и институције од којих се састоји власт сваке државе.

### Етика
Етика се бави изучавањем морала и појмовима доброг и исправног. Свака етичка теорија садржи бар две компоненте - теорије: ону која одређује шта је добро или вредно и она која одређује шта је исправно. Заједно са естетиком спада у заједничку област филозофије која се назива аксиологија или теорија вредности

### Естетика
Естетика је грана филозофије која се бави посебним обликом људског стваралаштва, уметношћу. Естетика испитује лепо и вредно у уметности, суштину уметничког стварања и доживљаја уметничког дела. Потиче од грчке речи αισθητική, што значи „онај који примјећује“ или „осетљив“. За Имануела Канта, естетика је „наука која посматра услове осећајне перцепције“.

## Појам филозофије
Традиција филозофског мишљења дуга је више од 2500 година и представља једну од најширих области академског изучавања. Уопштено гледано, филозофија је сваки облик рационалног истраживања који настоји да одгонетне и пронађе принцип бивствовања или постојања. У филозофској традицији можемо пронаћи велики број различитих приступа и метода, почев од Сократовог метода постављања питања у облику дијалога, па све до аналитичке филозофије, која традиционалне филозофске проблеме (као што су истина или постојање апсолутног) превазилази логичком анализом језика. У традиционалном смислу филозофија се бави фундаменталним истраживањем основних феномена људске егзистенције, као што су сазнање, уметност, логика или етика. Предмет савремених филозофских истраживања могу бити најразличитије теме, почев од филозофске логике, па све до филозофије секса или филозофије спорта. Филозофија у савременом смислу такође укључује и истраживања основних принципа различитих интелектуалних дисциплина, а такви правци добијају име према називу дисциплине чијим се проучавањем баве, као што су филозофија математике или филозофија науке.
Филозофско држање (од Сократa и Платона, па до класичне немачке филозофије) подразумева тежњу ка откривању натчулних или апсолутних принципа егзистенције, па стога можемо рећи да је филозофија традиционално повезана са питањима и проблемима откровења или просветљења у различитим учењима хришћанских теолога и теозофа. Међутим, оно што савремену филозофију разликује од античке или средњовековне јесте њено јасно разликовање од науке и религије. Овај преокрет донела је научна револуција 17. века, током које су истакнути појединци, заинтересовани за изучавање природе и њених закона, себе називали „природним филозофима“. Развој универзитета, професионализација науке и осамостаљивање појединих научних дисциплина довели су до тога да се филозофија у академском смислу ограничи на нешто ужи круг проблема и питања којима се може бавити.
Ипак, још увек је релативно распрострањено схватање према коме се филозофија бави питањима која су ван домашаја природних наука и религије. Традиционално одређење филозофије као мишљење мишљења (видети Аристотелови списи: Метафизика), мишљење другог реда или мета ниво мишљења, налази се у самим коренима континенталне филозофије и још увек је прилично распрострањено. Међутим, за разлику од религије, која се заснива на идејама вере и откровења, филозофија настоји да у што већем броју случајева пружи рационално објашњење својих ставова.
Такође постоји уобичајено, свакодневно или лаичко схватање филозофије, према коме се она своди на „питања о смислу живота“.
Основне филозофске методе су анализа, критика, интерпретација и спекулација, иако филозофска истраживања често обухватају доста шири круг различитих интересовања.

## Периодизација развоја филозофије
1. Античка филозофија (од 7. века п. н. е. до 529. г.)
2. Средњовековна филозофија (од 529 г. до 15. века)
3. Модерна филозофија (од XV века до Хегелове смрти 1831. г.)
4. Савремена филозофија (од 1831. године до данас)

## Области филозофског изучавања
Онтологија односно „метафизика“ проучава основе цјелокупне стварности, или биће свега бивствујућег. Име онтологија се појављује први пут у 17. век-у, а име метафизика у 1. веку п. н. е. Аристотел је науку о првим узроцима стварности називао првом филозофијом или теологијом. Немачки филозоф Кристијан Волф разликовао је онтологију као општу метафизику од посебних метафизика: теологија, психологија и космологија.
"Биће“ је током историје филозофије тумачено као темељ постојања ничим условљен, као апсолут или супстанција. Супстанција се различито тумачила: идеја код Платона, бивство код Аристотела, дух и материја код Декарта, апсолутни дух код Хегела, воља за моћ код Ничеа...
Теорија сазнања или епистемологија се бави основним принципима сазнања, односно основним претпоставкама нашег сазнајног апарата и његових функција. Уместо овог појма користи се и појам гносеологија. Називи потичу од грчких ријечи gnosis (знање) и episteme (сазнање). Њеним оснивачем се сматра енглески филозоф Џон Лок из 17. века. Теорија сазнања проучава корене настанка, услове могућности, порекло и границе људског сазнања.
Филозофија науке изучава и систематски анализира основне појмове научне праксе као што су теорија, закон, експеримент, верификација, вероватноћа, интерпретација), као и проблеме могућности будућег развоја и крајњег досега (овдје се преклапа са епистемологијом) научног сазнања.
Логика је филозофска дисциплина која проучава формалне структуре основних облика мишљења или ваљаног закључивања (дедукција, индукција). Основни логички појмови, који потичу још из античког периода (Аристотел), јесу појам, суд и закључак.
Етика се бави изучавањем и одређивањем појмова доброг и исправног. Као филозофска дисциплина проучава мотиве, циљеве и норме човјековог дјеловања и моралног просуђивања. Сама ријеч потиче од грчке ријечи ethos - обичај. Предмет етике је морал.
Естетика се бави посебним обликом људског стваралаштва - уметношћу. Термин естетика је први пут употребио Баумгартен у 18. веку. Она испитује лијепо и вриједно у умјетности, суштину умјетничког стварања и доживљаја умјетничког дјела.
Филозофија политике је грана филозофије која се бави појмовима и аргументима политичког мишљења. Њен главни проблем је разјашњење природе политичке моћи и њеног ограничења путем друштвених установа, као и оправдавање постојања државе.
Аксиологија (грчки: axios — вриједан, достојан дивљења) је грана филозофије која се бави вриједностима: моралним, научним, умјетничким, политичким, економским религијским и др.
Филозофска антропологија (грчки: anthropos - човјек) се бави суштином тј. природом људског бића.